# Tzilacatzin
Tzilazatzin (fl. XVI secolo) è stato un guerriero Tlatelolca.
Membro del ceto militare degli Otomi o Otontin, divenne un famoso eroe nel corso dell'assedio di Tenochtitlán

## Biografia
Secondo quanto disse Bernardino de Sahagún dei Tlatelolca, durante l'assedio spagnolo i brigantini di Pedro de Alvarado approdarono sull'isola dove si trovava Tlatelolco. Inizialmente i guerrieri non osarono attaccare, ma Tzilacatzin era abbastanza forte da uccidere numerosi spagnoli lanciandogli delle pietre. Gli spagnoli indirizzarono su di lui i loro colpi, ma egli riuscì ad evitarli e si vestì da semplice soldato per non attirare l'attenzione. Altre volte lottò vestendo un'armatura o una protezione per la testa, in modo da intimidire gli spagnoli con il suo valore.
In seguito i brigantini approdarono nel distretto chiamato Xocotitlan, dove furono obbligati a tornare alle navi ed a fuggire da Tzilacatzin e dai suoi uomini. Sahagún lo descrive anche come uno dei soli tre guerrieri a non essere spaventati dal fatto di dover confrontarsi con gli invasori spagnoli.